# Eugeniusz Ignaciuk
Eugeniusz Ignaciuk (ur. 19 lipca 1928 w Łosicach lub Rudniku, zm. 28 grudnia 1991) – polski reżyser i operator filmów animowanych.

## Życiorys
Ukończył Państwową Wyższą Szkołę Teatralną i Filmową w Łodzi (1954). Debiutował jako operator etiudą szkolną pt. Wczasowicz niepospolity (1953, reż. Tadeusz Kopel). Początkowo realizował zdjęcia do filmów animowanych produkowanych m.in. przez wytwórnię  Se-Ma-For. Jego pierwszą pracą reżyserską był film pt. Kowal i bieda realizowany we współpracy z Tadeuszem Wilkoszem (1969). Był ceniony jako twórca seryjnych filmów animowanych. W swej pracy często łączył funkcję operatora i reżysera.
Został pochowany na cmentarzu ewangelicko-augsburskim przy ul. Sopockiej w Łodzi (sektor M, rząd 1, nr grobu 11).

## Dorobek reżyserski

### SerialPrzygody Misia Colargola
- Ostatnia lekcja (1970)
- Colargol kosmonautą (1971)
- Miś  w przestworzach (1971)
- Pożegnanie z Nordynką (1972)
- Witaj wiosno (1972)
- Colargol szeryfem (1973)
- Miś w Golden City (1973)
- Wędrujący miś (1973)
- Wielki mecz (1974)
- Wielki powrót (1974)
- Colargol na Syberii (1974)
- Colargol w Ameryce (1975)

### SerialLeokadia
- Leokadia i ciężary (1975)
- Leokadia i tygrys (1975)

### SerialMiś Uszatek
- Bałwanek (1975)
- Podwieczorek (1975)
- Saneczki (1976)
- Ślizgawka (1976)
- Dziwna dynia (1977)
- Gitara (1977)
- Jak sójka za morze (1977)
- Niezapominajki (1977)
- Jesienny spacer (1978)
- Nakrętka (1978)
- Obrzydliwki (1978)
- Parasol (1978)
- Gorączka (1979)
- Iskierka (1979)
- Wrotki (1979)
- Pechowe lody (1980)
- Chwalipięta (1980)

### SerialNowe przygody Misia Uszatka
- Byłem tu pierwszy (1980)
- Kto wstał lewą nogą (1980)

### SerialPrzygody kosmiczków
- Pechowe lądowanie kosmiczków (1980)
- Do widzenia ziemio (1980)

### SerialTrzy misie
- Zgubieni w lesie (1982)
- Burza (1982)
- Niespodziewany deszczyk (1983)
- Młyn w dolinie (1983)
- Leśny trybunał (1984)
- Niespodziewana podróż (1984)
- Kłopoty chomika (1985)

### SerialMały pingwin Pik-Pok
- Kolega kiwi (1989)
- Zgubiony klucz (1989)
- Spotkanie z wielorybem (1989)
- Fiołki i słowiki (1989)
- Bohater dnia (1990)
- Spotkanie z Kasią (1990)

### Inne
- Kowal i bieda (1969, we współpracy z Tadeuszem Wilkoszem)[6]
- Uciekł wałek ze stolnicy na podstawie scenariusza Wandy Chotomskiej (1978)[7]
- Colargol i cudowna walizka (1980)[8]
- Tymoteusz i psiuńcio (1987)[9]
- Tymoteusz i łobuziaki (1988)[10]
- Niezwykłe przygody pluszowych misiów (1990)[11]

## Nagrody
- 1971: Nagroda Jury Dziecięcego "Marcinek" na Międzynarodowym Festiwalu Filmów Młodego Widza "Ale Kino!" W Poznaniu za film Kowal i bieda[1].
- 1972: Nagroda Miasta Łodzi za udział w realizacji serialu "Przygody Misia Colargola"[1].
- 1974: Nagroda Rady Ministrów za twórczość dla dzieci i młodzieży[2][3].
- 1975: Brązowe Koziołki z film animowany na OFF dla Dzieci i Młodzieży w Poznaniu za film Colargol na Syberii[3][2].